# Malpaís del Cuchillo
Malpaís del Cuchillo este o arie protejată (arie specială de conservare — SAC, sit de importanță comunitară — SCI) din Spania întinsă pe o suprafață de 55,4 ha, integral pe uscat.

## Localizare
Centrul sitului Malpaís del Cuchillo este situat la coordonatele 29°06′30″N 13°38′57″W / 29.1084°N 13.6493°V.

## Înființare
Situl Malpaís del Cuchillo a fost declarat sit de importanță comunitară în octombrie 1999 pentru a proteja 1 specie de plante. Situl a fost protejat și ca arie specială de conservare în ianuarie 2010.

## Biodiversitate
Situată în ecoregiunea , aria protejată nu include niciun habitat protejat.
La baza desemnării sitului se află o specie protejată de  plante: Caralluma burchardii.